# Championnat des Bermudes de football 2021-2022
Navigation
Édition précédente Édition suivante
La saison 2021-2022 du championnat des Bermudes de football est la cinquante-neuvième édition de la Bermudian Premier Division, le championnat de première division aux Bermudes. Les onze meilleures équipes des îles sont regroupées en une poule unique.
Les North Village Rams sont le tenant du titre après leur succès en 2019-2020 et l'abandon de l'édition 2020-2021. Les Dandy Town Hornets remportent leur neuvième titre (leur premier depuis 2015-2016) au terme de cette saison, terminant sept points devant les PHC Zebras.

## Équipes participantes
| \| Zebras Robin Hood Hornets Cougars Warriors Rams Trojans Rangers Eagles Devonshire Colts St. George's Colts \| Localisation des équipes engagées. |
| Zebras Robin Hood Hornets Cougars Warriors Rams Trojans Rangers Eagles Devonshire Colts St. George's Colts                                          |

Après l'abandon de l'édition 2020-2021, les mêmes équipes participent au championnat en 2021-2022.
| Club                | Classement 2019-2020 | Paroisse       | Stade                       |
| ------------------- | -------------------- | -------------- | --------------------------- |
| North Village Rams  | Champion             | Pembroke       | Bernard's Park              |
| Dandy Town Hornets  | 2e                   | Pembroke       | St John's Field             |
| Robin Hood          | 3e                   | Pembroke       | Goose Gosling Field         |
| PHC Zebras          | 4e                   | Warwick        | PHC Field                   |
| Somerset Trojans    | 5e                   | Sandys         | Somerset Cricket Club Field |
| Southampton Rangers | 6e                   | Southampton    | Southampton Oval            |
| Devonshire Cougars  | 7e                   | Devonshire     | Devonshire Recreation Club  |
| X-Roads Warriors    | 8e                   | Saint George's | Garrison Field              |
| Somerset Eagles     | 9e                   | Sandys         | White Hill Field            |
| Devonshire Colts    | Champion de D2       | Devonshire     | Police Recreation Field     |
| St. George's Colts  | Vice-champion de D2  | Saint George's | Wellington Oval Field       |

Légende des couleurs
- Tenant du titre
- Promu de Premier Division

## Compétition
Le barème utilisé pour établir le classement est le suivant :
- Victoire : 3 points
- Match nul : 1 point
- Défaite : 0 point

### Classement
| Rang | Équipe               | Pts | J  | G  | N | P  | Bp | Bc | Diff |
| ---- | -------------------- | --- | -- | -- | - | -- | -- | -- | ---- |
| 1    | Dandy Town Hornets   | 55  | 20 | 18 | 1 | 1  | 59 | 15 | +44  |
| 2    | PHC Zebras           | 48  | 20 | 15 | 3 | 2  | 83 | 23 | +60  |
| 3    | Devonshire Cougars   | 38  | 20 | 11 | 5 | 4  | 40 | 18 | +22  |
| 4    | North Village Rams T | 31  | 20 | 9  | 4 | 7  | 47 | 21 | +26  |
| 5    | Somerset Trojans     | 29  | 20 | 8  | 5 | 7  | 38 | 29 | +9   |
| 6    | Robin Hood           | 28  | 20 | 8  | 4 | 8  | 41 | 36 | +5   |
| 7    | St. George's Colts   | 26  | 20 | 7  | 5 | 8  | 32 | 32 | 0    |
| 8    | X-Roads Warriors     | 22  | 20 | 7  | 1 | 12 | 28 | 63 | -35  |
| 9    | Devonshire Colts     | 16  | 20 | 4  | 4 | 12 | 22 | 43 | -21  |
| 10   | Southampton Rangers  | 11  | 20 | 3  | 2 | 15 | 20 | 81 | -61  |
| 11   | Somerset Eagles      | 8   | 20 | 2  | 2 | 16 | 24 | 73 | -49  |

|  | Champion des Bermudes 2021-2022 |
|  | Relégation en First Division    |
|  | T : Tenant du titre             |

## Bilan de la saison
| Championnat des Bermudes de football 2021-2022 |                               |
| Champion                                       | Dandy Town Hornets (9e titre) |
| Dauphin                                        | PHC Zebras                    |
| Qualifications continentales                   |                               |
| Aucune compétition                             | Aucun inscrit                 |
| Promotions et relégations                      |                               |
| Promus en Premier Division                     | Hamilton Parish               |
| Promus en Premier Division                     | Boulevard Blazers             |
| Relégués en First Division                     | Devonshire Colts              |
| Relégués en First Division                     | Southampton Rangers           |
| Relégués en First Division                     | Somerset Eagles               |